# Exomalopsis minor
Exomalopsis minor là một loài Hymenoptera trong họ Apidae. Loài này được Schrottky mô tả khoa học năm 1910.